# Фторид плутония(VI)
Фтори́д плуто́ния(VI) — неорганическое соединение, соль металла плутония и плавиковой кислоты с формулой PuF6, легкоплавкие красно-коричневые кристаллы, реагирует с водой и водяным паром в воздухе, "дымит" на влажном воздухе. Очень сильный окислитель и фторирующий агент. Легко возгоняется.
Применяется в ядерной промышленности.

## Получение
Обычный способ получения гексафторида плутония — эндотермическая реакция окисления тетрафторида плутония ({\displaystyle {\ce {PuF4}}}) элементарным фтором
:
{\displaystyle {\ce {PuF4 + F2 -> PuF6;\ }}} {\displaystyle \Delta H=25{,}48} кДж/моль.
Реакция происходит достаточно быстро при температуре 750 °C, для достижения высокого выхода продукта необходимо быстро сконденсировать гексафторид плутония для снижения скорости обратной реакции распада на реагенты.

## Физические свойства

Фазовая диаграмма состояния гексафторида плутония

При температуре −180 °C в вакууме, гексафторид плутония — бесцветное кристаллическое вещество, похожее на гексафторид урана, при комнатной температуре вещество представляет собой легкоплавкие красно-коричневые кристаллы, цветом напоминающие по цвету диоксид азота. В жидком виде — прозрачная тёмно-коричневая жидкость. Как и гексафторид урана, гексафторид плутония весьма летуч.
При нормальном давлении  (101,325 кПа) плавится при 52 °C и кипит при 62 °C. Тройная точка, при которой три фазы твердой, жидкая и газообразная находятся в равновесии 51,58 °C (324,74 К) при давлении 71 кПа (533 мм рт.ст.), ниже этого давления испаряется не переходя в жидкое состояние (сублимация). 
Гексафторид плутония является ковалентным соединением, а не солью с ионными связями в молекуле. Кристаллизуется в орторомбической кристаллической сингонии в пространственной группе Pnma (№ 62) с параметрами решетки a = 995 пм, b = 902 пм и c = 526 пм.
В газообразном состоянии состоит из правильных октаэдрических молекул с равными длинами связей Pu-F 197,1 пм.

## Химические свойства
Реагирует с водой с образованием фторида плутонила и фтороводорода:
{\displaystyle {\ce {PuF6 + 2 H2O -> PuO2F2 + 4 HF}}}.
Эта реакция медленно протекает при нахождении гексафторида плутония во влажном воздухе, поэтому его хранят в запаянных кварцевых ампулах. 
Растворим в серной кислоте.
Вследствие радиоактивности и α-излучения плутония его гексафторид постоянно подвергается радиолизу с образованием нелетучих фторидов плутония в низких степенях окисления и выделением элементного фтора, благодаря чему используется для фторирования различных веществ:
{\displaystyle {\ce {PuF6 -> PuF4 + F2}}}.

## Применение
В ядерной промышленности, для разделения изотопов плутония на газовых центрифугах.